# Метод фазовых функций
Метод фазовых функций — метод решения задач квантовой механики. Основан на понятии фазовой функции, имеющей ясный физический смысл. При рассмотрении движения элементарной частицы в потенциальном поле, если за начало системы отсчёта {\displaystyle R=0} принять центр рассеивающего потенциала, то фазовая функция в точке {\displaystyle r} равна фазе рассеяния на части потенциала, содержащейся в шаре радиуса {\displaystyle r}.

## Фазовая и амплитудная функции
Рассмотрим рассеяние частицы без спина на сферически-симметричном потенциале {\displaystyle V(r)}. Уравнение Шредингера для радиальной волновой функции {\displaystyle u_{l}(r)} имеет вид:
{\displaystyle {\frac {d^{2}}{dr^{2}}}u_{l}(r)+{\Bigl [}k^{2}-{\frac {l(l+1)}{r^{2}}}-V(r){\Bigr ]}u_{l}(r)=0} (1).
Здесь {\displaystyle k^{2}} — значение энергии частицы, {\displaystyle l} — значение орбитального момента частицы.
Решение этого уравнения имеет вид:
{\displaystyle u_{l}(r)\approx C[j_{l}(kr)-\tan \delta _{l}n_{l}(kr)]}
или
{\displaystyle u_{l}(r)\rightarrow Csin(kr-{\frac {l\pi }{2}}+\delta _{l}),r\rightarrow \infty }.
Здесь {\displaystyle j_{l}(kr)} и {\displaystyle n_{l}(kr)} — функции Риккати-Бесселя.
Введём в рассмотрение фазовую функцию {\displaystyle \delta _{l}(r)} и амплитудную функцию {\displaystyle A_{l}(r)}, исходя из двух условий:
{\displaystyle u_{l}(r)=A_{l}(r)[\cos \delta _{l}(r)j_{l}(kr)-\sin \delta _{l}(r)n_{l}(kr)]} (2)
и
{\displaystyle {\frac {d}{dr}}u_{l}(r)=A_{l}(r)[\cos \delta _{l}(r){\frac {d}{dr}}j_{l}(kr)-\sin \delta _{l}(r){\frac {d}{dr}}n_{l}(kr)]} (3).
Второе условие равносильно
{\displaystyle {\frac {dA_{l}}{dr}}[\cos \delta _{l}j_{l}-\sin \delta _{l}n_{l}]-{\frac {d\delta _{l}}{dr}}A_{l}[\sin \delta _{l}j_{l}+\cos \delta _{l}n_{l}]=0}.
Продифференцировав уравнение {\displaystyle (3)}, подставим выражение для второй производной {\displaystyle u_{l}} вместе с уравнением {\displaystyle (2)} в уравнение Шредингера {\displaystyle (1)}. Получим уравнение для фазовой функции {\displaystyle \delta _{l}(r)}:
{\displaystyle {\frac {d}{dr}}\delta _{l}(r)=-{\frac {1}{k}}V(r)[\cos \delta _{l}(r)j_{l}(kr)-\sin \delta _{l}(r)n_{l}(kr)]^{2}} (4)
и начальное условие:
{\displaystyle \delta _{l}(0)=0} (4).
Аналогичным образом можно получить уравнение для амплитудной функции:
{\displaystyle {\frac {d}{dr}}A_{l}(r)=-{\frac {1}{k}}A_{l}(r)V(r)[\cos \delta _{l}(r)j_{l}(kr)-\sin \delta _{l}(r)n_{l}(kr)][\sin \delta _{l}(r)j_{l}(kr)+\cos \delta _{l}(r)n_{l}(kr)]} (5).
Фазовое уравнение {\displaystyle (4)} отражает связь фазы рассеяния с потенциалом. Оно является уравнением Риккати первого порядка и удобно для применения численных методов вычислений. На основе метода фазовых функций также можно вычислять амплитуды рассеяния, элементы S-матрицы, параметры рассеяния, энергии связанных состояний, функции Грина, коэффициенты прохождения через потенциальный барьер.